# 宾州广场一号
宾州广场一号（One Penn Plaza）是位于纽约市的移动摩天楼，位于33街、34街之间，第七大道西侧，临近宾夕法尼亚车站和麦迪逊广场花园。它是宾夕法尼亚广场建筑群中最高的建筑。